# يوحنا هندرسون
يوحنا هندرسون (بالإنجليزية: John Henderson)‏ (22 سبتمبر 1941 في المملكة المتحدة - ) هو لاعب كرة قدم بريطاني في مركز الوسط. لعب مع تشارلتون أثلتيك ونادي إكزتر سيتي ونادي تشيسترفيلد ونادي دونكاستر روفرز ونادي كيدرمينستر هاريرز لكرة القدم.